# بيرني ماسترز
بيرني ماسترز (بالإنجليزية: Bernie Masters)‏ هو جيولوجي وسياسي أسترالي، ولد في 14 يوليو 1950 في برث في أستراليا. حزبياً، نشط في Shooters, Fishers and Farmers Party ‏. وقد انتخب عضو الجمعية التشريعية لأستراليا الغربية.